# مارتن ألونسو بينزون

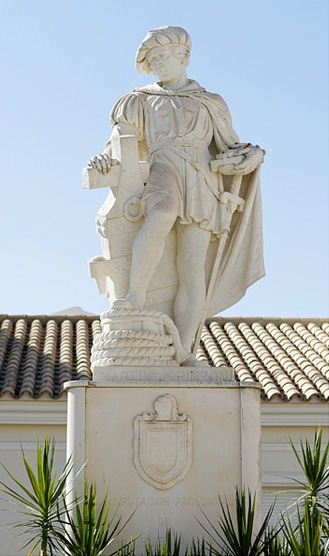
تمثال بينزون في بالوس دي لا فرونتيرا.

مارتن ألونسو بينزون (1441- حوالي عام 1493) كان بحارًا إسبانيًا، وباني سفن وملاحًا ومستكشفًا، وهو أكبر فرد بين الإخوة البحارة بينزون. أبحر مع كريستوفر كولومبوس في رحلته الأولى إلى العالم الجديد في عام 1492 كقائد لسفينة البنتا. كان شقيقه الأصغر فيسنتي يانييز بينزون قائدًا لسفينة نينيا، وكان شقيقه الأوسط فرانسيسكو مارتن بينزون قائدًا (رفيقًا أولًا) لسفينة البنتا.

## الاستعدادات للرحلة الاستكشافية
أُدلي الحكم الملكي على سكان بالوس في 23 مايو عام 1492، وأمر بموجبه الملكان الكاثوليكيان فرناندو وإيزابيلا بعض السكان بتسليم مركبتين إلى كولومبوس، والسفر معه في رحلته «بأمر من جلالتيهما»، وأن تحترم المدينة القرار الملكي. لم يمتثل السكان المحليون للحكم، ولم يثق بحارة بالوس بالمشاركة في هذه المغامرة مع كولومبوس، وذلك لعدم معرفتهم الكبيرة به. وجد رجال بالوس صعوبة في دعم البحار الجنوي، في حال عدم تواجد ملاح معروف ومحترم في المدينة معه، وذلك في ظل اعتماد كبير أو قليل على مصداقية أفكار كولومبوس. لم يقدم المشروع الخطير وغير مؤكد الربح أساسًا عوامل جذب رائعة. شملت المعارضة أو اللامبالاة كل مشروع كولومبوس.
عاد بينزون حينها من رحلة تجارية روتينية إلى روما. قرّبت الفرنسيسكانية في دير لا رابيدا كولومبوس من بينزون. كان لصديق بينزون، بيرو فاسكيز دي لا فرونتيرا، وهو ملاح قديم كان ذو شعبية كبيرة في المدينة، أيضًا تأثيرًا مهمًا على قرار بينزون بدعم المشروع من الناحية الأخلاقية والاقتصادية أيضًا.
لا يوجد أي سجل لأي اتفاق مكتوب بين كولومبوس وبينزون، وفُقِدت شروط أي اتفاقية أخرى، ولكن كتابات الراهب فراي بارتولومي دي لاس كاساس وشهادة بعض الشهود ما تزال موجودة حتى الآن. أشار فرنانديز دورو لما قاله دي لاس كاساس بإن كولومبوس عرض على بينزون تكريمات متساوية في الرحلة ونصف الأرباح، وشهد دييغو بينزون كولمينيرو على ذلك في دعاوي كولومبوس القضائية، وشهد فرانسيسكو ميديل أنه سمعه يعرض على بينزون «كل ما يطلب ويريد».
وضع بينزون نصف مليون مرافيدي مقابل الرحلة ليثبت التزامه بخطة كولومبوس، وكان ذلك نصف المبلغ الذي دفعه النظام الملكي، وتمكن من تعيين طاقم مناسب بفضل مكانته كمالك سفينة وبحار خبير وشهرته في جميع أنحاء منطقة نهري لبلة ووديال. رفض السفن التي استولى عليها كولومبوس حينها بناءً على الأمر الملكي، وفصل رجاله، وزود الشركة بسفينتين خاصتين به، بينتا ونينيا، علم أنها الأفضل والأنسب لتلك المهمة نتيجة لخبرته الطويلة مع السفن. سافر عبر بالوس وموغير وولبة، وأقنع أقاربه وأصدقائه بالانضمام، وألف منهم أفضل طاقم ممكن. تقول الشهادة في دعاوي كولومبوس القضائية أنه «بذل هذا الجهد لتأمين وتشجيع الناس كما لو كان ما اكتُشِف يعود له ولأبنائه». كان كريستوبال كوينتيرو من بالوس والأخوة نينو من موغير من بين أولئك الذين ضمهم إليه.
بدا بينزون وكولومبوس قريبين جدًا في ذلك الوقت. يتذكر الشاهد ألونسو غاليغو من ولبة في الدعاوي القضائية قول كولومبوس التالي: «السيد مارتن ألونسو بينزون، نحن ذاهبون في هذه الرحلة التي أقسم بالتاج الملكي بأنني سأعاملك كأخ بعدها إذا واصلناها وكشف الله لنا أراض جديدة فيها».